# Nevil Shute
Nevil Shute Norway (Ealing, 1899. január 17. – Melbourne, 1960. január 12.) angol író, repülőmérnök és pilóta.

## Fiatalkora
Ealingben a Sumerset Roadon született, szülőházát Trustee from the Toolroom című regényében írta le. Tanulmányait a Dragon School-ban, a Shrewsbury School-ban valamint az oxfordi Balliol College-ben végezte, 1922-ben oxfordban szerzett mérnöki diplomát. 
Apja, Arthur Hamilton Norway az első világháború előtt az írországi posta vezetője lett, s a dublini főpostán dolgozott 1916-ban, a húsvéti felkelés idején. Shute a felkelés alatt a mentőknél sebesültszállító volt. 1915. június 13-án bátyja, Fredrick Hamilton Norway 19 évesen megsebesült az Armentières melletti Epinette-ben, Wimereux-ban menekítették, ahol július 4-én szüleivel együtt meghalt. A Pas-de-Calais-i temetőben temették el.
Shute a woolwichi Királyi Katonai Akadémia hallgatója lett, tüzérnek készült. Az első világháborúban először a Királyi Repülőhadtesthez jelentkezett, ám nem felelt meg, ő úgy vélte, hogy dadogása miatt. 1918-ban vonult be, a Temze torkolatában őrizte Grain szigetét, valamint Kentben az 1918-as spanyolnátha-járvány alatt katonai temetéseken szolgált.

## Repülőmérnöki tevékenysége
Mérnöki pályafutását a De Havilland repülőgépgyártó vállalatnál kezdte. Mivel ennél a cégnél nem volt elégedett az előrelépési lehetőségekkel, 1924-ben a Vickers Ltd.-nél helyezkedett el, ahol léghajók fejlesztésével foglalkozott. 1929-ben az R100-as léghajó fejlesztési projektje főmérnök-helyettesévé lépett elő, felettese Barnes Wallis volt, aki távozta után Shute lett a főmérnök. Maga az R100-as léghajó az utasszállító léghajók prototípusa volt, s a Brit Birodalom érdekeit szolgálta volna. A kormány által finanszírozott, de magán fejlesztésű R100 sikeres oda-vissza utat tett Kanadába 1930-ban. Kanadában Montréalból Ottawába, Torontóba és a Niagara-vízeséshez utazott. 
A kormány által kifejlesztett R101-es léghajó 1930-ban bekövetkezett halálos balesete a franciaországi Beauvais közelében véget vetett a brit kormány léghajófejlesztés iránti érdeklődésének. Az R100 nem repült többé, s hamarosan leselejtezésre került. Shute 1954-ben megjelent önéletrajzi munkájában, a Slide Rule-ben részletesen beszámolt a két léghajó fejlesztéséről.
 1931-ben, az R100-as projekt törlése után Shute A. H. Tiltman repülőgép-tervezővel közösen megalapította az  Airspeed Ltd. repülőgép-építő céget. Telephelyük egy korábbi trolibusz-garázsban volt a Piccadilly-n, Yorkban. A kezdeti kudarcok után a cég végül elismerést kapott, amikor Airspeed Envoy típusú repülőgépét választották az angol királyi család repülőgépének (King's Flight). A második világháború közeledtével kifejlesztették az Envoy katonai változatát, az Airspeed Oxford-ot. E típus a Brit Királyi Légierő és a Nemzetközösség elterjedt típusa lett, több, mint 8500 darab készült belőle. Az Airspeed Courier hidraulikus behúzható futóművének fejlesztéséért, valamint az R100-on végzett munkájáért Shute a Royal Aeronautical Society tagja lett. 1931. március 7.-én Shute feleségül vette Frances Mary Heatont, a 28 éves orvost. Két lányuk született, Felicity és Shirley.

## Tevékenysége a második világháború alatt
A háború kitörésekor Shute már viszonylag ismert író volt. Közvetlenül a háború kitörése előtt a Vickersnél katonai projekteken dolgozott korábbi főnökével, Dennistoun Burney-vel együtt. Alhadnagyi rangban a Royal Naval Volunteer Reserve állományába rendelték, de behívása után két nappal megkérdőjelezték tengerészet terén szerzett tapasztaltságát (egy kis hajóra került, s ahogy maga írta később titokban attól tartott, hogy ő lesz a rangidős tengerésztiszt s "tennie kell valamit"). A Directorate of Miscellaneous Weapons Development-hez került, ahol a mérnöki részleg vezetője lett. Olyan titkos fegyvereken dolgozott, mint például a Panjandrum. Kifejlesztette a Rocket Spear nevű tengeralattjáró-elhárító rakétát is. Írói hírneve miatt a Ministry of  Information 1944. június 6.-án a normandiai partraszálláshoz küldte, később Burmában volt haditudósító. A háborút hadnagyi rangban fejezte be.

## Írói pályafutása
Első, Stephen Morris című regényét 1923-ban írta, de a munka csak 1961-ban jelent meg 1924-ben írt Pilotage című folytatásával együtt. Első kiadott regénye a Marazan volt, ez 1926-ban jelent meg. Ezt követően az 1950-es évekig átlagosan kétévente írt egy új regényt, kivéve egy hatéves szünetet, amely alatt saját repülőgép-építő cégével, az Airspeed Ltd-vel foglalkozott. Népszerűsége minden regényével növekedett, de igazán híressé utolsó munkája, az On the Beach tette 1957-ben.  
Munkái egyszerű, olvasmányos stílusban, jól meghatározott cselekményt követve íródtak. A történeteket általában olyan narrátor vezeti be, aki nem szereplője a cselekménynek. Shute műveinek leggyakoribb témája a munka méltósága, amely kora társadalmának minden osztályára kiterjed, legyen szó akár spanyol háziasszonyról a Balkánon (Ruined City) vagy zseniális tudósról (No Highway). Köteteinek témái három fő csoportba sorolhatóak: a pályafutása elején írt repülős kalandok, a második világháborúval kapcsolatos írások és kései, Ausztráliában írt, a kontinensen játszódó munkái. 
Másik visszatérő témája az olyan társadalmi korlátok áthidalása, mint az osztály (Lonely Road és Landfall), a rassz (The Checker Board) vagy a vallás (Round the Bend). Ausztráliában írt regényei az országot dicsőítik s finoman becsmérlik az amerikai erkölcsöket (Beyond the Black Stump), valamint nyílt ellenszenvvel viseltetnek a második világháború utáni Anglia munkáspárti kormányával szemben (The Far Country és az In the Wet). 
Regényeinek hősei általában olyanok voltak, mint ő maga: középosztálybeli ügyvédek, orvosok, könyvelők, bankigazgatók, mérnökök, általában egyetemi végzettséggel. Trustee from the Toolroom című munkájában viszont többre értékelte a becsületes kézműveseket, társadalomhoz való hozzájárulásukat, mint a felsőbb osztályok hasonló tevékenységét. A repülés és a mérnöki munka adta számos regénye hátterét. Szerinte a mérnöki tudományok, a tudomány és a tervezés javította az emberek életét, sokszor használta ezt a mondást: "Azt mondják, a mérnök az az ember, aki tíz shillingért megteheti azt, amit minden bolond megtehet egy fontért."
Shute több regénye egyrészt az elfogadott tudomány és a racionális hit, másrészt a misztikus vagy paranormális lehetőségek, köztük a reinkarnáció közötti határvonalat kutatta. Ezt úgy tette, hogy a fantasy és a sci-fi elemeit építette be regényeibe, például a buddhista asztrológiát a The Chequer Board-ba, a Planchette használatát a No Highway-ba, egy messiási figurát a Round the Bend-be, a reinkarnációt, sci-fi-t és pszichikus erőt az In the Wet-be. Huszonnégy regénye és novellája jelent meg. Sok könyvének filmes feldolgozása is készült, például az 1936-os Lonely Road 1949-ben  Landfall: A Channel Story címmel, az On the Beach 1959-ben és 2000-ben, ez utóbbi két részes minisorozat volt. 
A Vintage Books kiadó 2009-ben mind a huszonnégy regényét új kiadásban jelentette meg. Utolsó munkája több mint 40 évvel halála után jelent meg. A The Seafarers-t 1946 és 1947 közt átírták, majd félretették. Shute 1948-ban ismét átírta a művet, a címet Blind Understanding-ra változtatta, de a kéziratot nem fejezte be. Dan Telfair a munka 2002-es kiadásában kifejtett véleménye szerint a The Seafarers és a Blind Understanding egyes témái Shute 1955-ös, Requiem for a Wren című regényében szerepelnek.

## Tevékenysége a háború után
1948-ban saját Percival Proctor repülőgépével repült Ausztráliába és vissza James Riddell íróval együtt, aki az utazásról 1950-ben Flight of Fancy címen könyvet jelentetett meg. Angliába való visszatérte után hazája vélt hanyatlása miatti aggódásától hajtva úgy döntött, hogy Ausztráliába emigrál. 1950-ben feleségével és két lányával egy mezőgazdasági területen telepedett le Langwarrinban, Melbourne-től délkeletre.  Emlékezve az 1930-as kanadai útjára és a döntésére, hogy Ausztráliába emigrál, 1954-ben ezt írta: "Életemben először láttam, hogyan élnek az emberek egy Anglián kívüli angol nyelvű országban." Bár szándékában állt Ausztráliában maradni, nem kért ausztrál állampolgárságot. Ez akkoriban puszta formalitásnak számított, mivel Shute brit alattvaló volt.
Az 1950-es és 1960-as években a világ egyik legkelendőbb regényírója volt, bár népszerűsége azóta Ausztráliában csökkent. 1956-ban vásárolt egy fehér Jaguar XK140-et, és az autóversenyzést is kipróbálta vele. Ennek az időszaknak egy része bekerült az On the Beach című könyvébe.
Agyvérzésben hunyt el.

## Magyarul megjelent művei
- Newill Shute: Pastoral. Regény; ford. Kecskeméti Györgyné; Új Idők, Budapest, 1948 (A világirodalom dekameronja)
- Az örökség; ford. Sarlós Zsuzsa; Európa, Budapest, 1989 (Femina) ISBN 9630747979)
- Az utolsó part. Katasztrófa-utópia – amely még megtörténhet; ford. Gálvölgyi Judit; Háttér, Budapest, 1991 ISBN 9637455248
- A parton (az Az utolsó part című regény részlete, Galaktika 37., 1979)

## Fordítás
- Ez a szócikk részben vagy egészben  a   Nevil Shute című angol Wikipédia-szócikk ezen változatának fordításán alapul.  Az eredeti cikk szerkesztőit annak laptörténete sorolja fel. Ez a jelzés csupán a megfogalmazás eredetét és a szerzői jogokat jelzi, nem szolgál a cikkben szereplő információk forrásmegjelöléseként.